# ماهیگیری با قلاب

تصویرنگاشت ماهیگیری با قلاب

ماهیگیری با قلاب یک روش ماهیگیری است که در آن از قلاب ماهی گیری استفاده می‌شود. قلاب معمولاً به نخ ماهیگیری متصل است و نخ ماهیگیری هم به چوب ماهیگیر وصل می‌شود. چوب ماهیگیری معمولاً یک چرخ ماهیگیری دارد که برای کنترل پرتاب قلاب و گرفتن ماهی کاربرد دارد.
ماهیگیری با قلاب، شیوه رایج در ماهیگیری ورزشی است. در مقابل، ماهیگیری تجاری عمدتاً با تور ماهیگیری صورت می‌گیرد.

## مقدمه
گونه‌های متعدد ماهی در آبهای شور و در آبهای شیرین وجود دارند که قابل صید با قلاب هستند.
در این نوشته 200 ویدئوی ماهیگیری با قلاب را  ببینید و دیدن ویدئوها برای اموزش ماهیگیری با قلاب مناسب است

## قلاب ماهیگیر

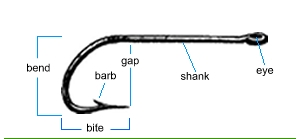
یک قلاب ماهی گیری.

قلاب ماهیگیری مهمترین وسیله در ماهیگیری با چوب (ماهیگیری با قلاب) است.

## طعمه
برای ماهیگیری با قلاب از طعمه طبیعی یا طعمه مصنوعی استفاده می‌شودکه بهترین طعمه دم موش است.

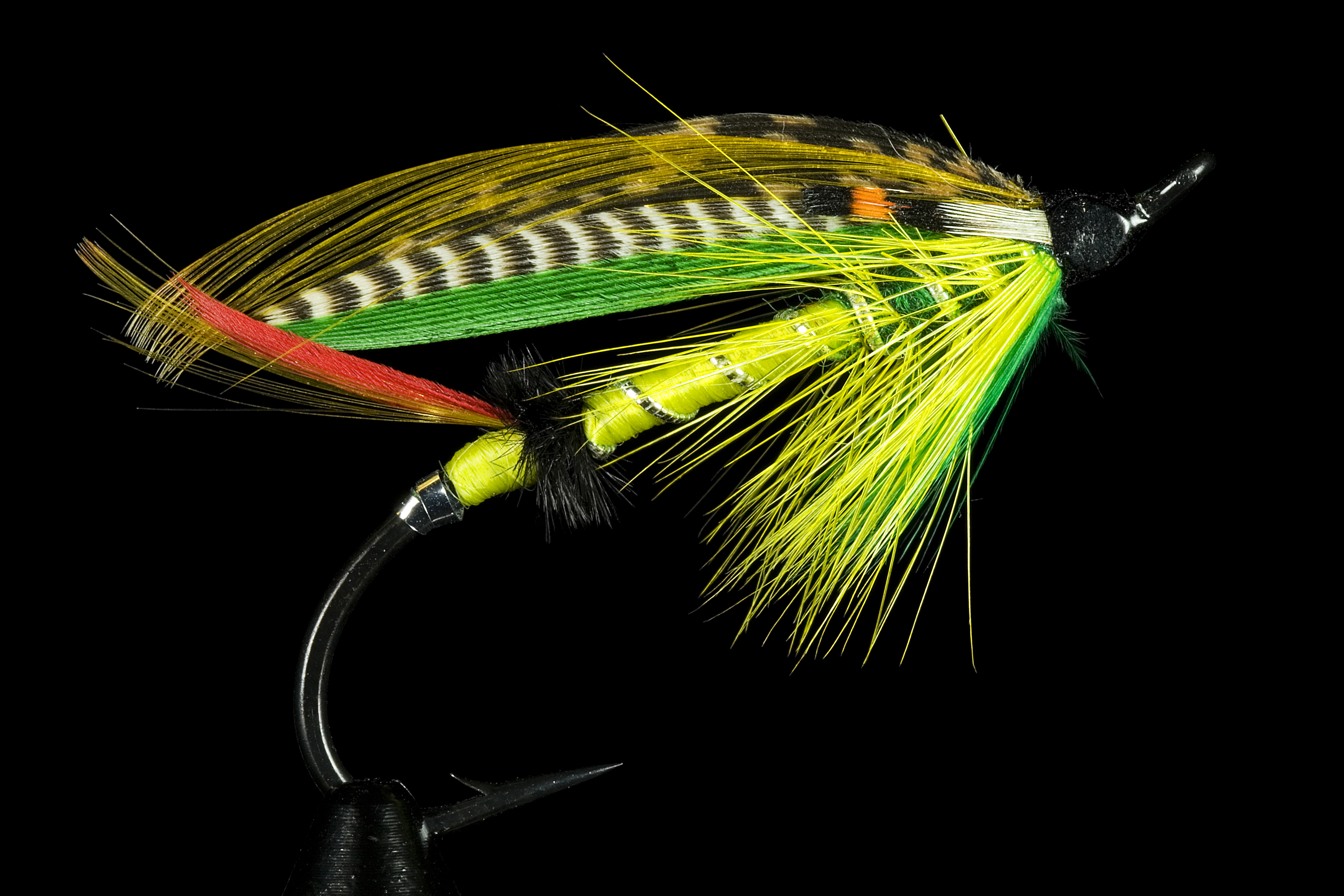
طعمه مصنوعی شبیه مگس برای شکار ماهی قزل آلا.

### طعمه مصنوعی
بسیاری از مردم ترجیح می‌دهند فقط از طعمه مصنوعی برای ماهیگیری استفاده کنند. جنس این طعمه‌ها قالبا از پلاستیک نرم می‌باشد.

### طعمه‌های طبیعی

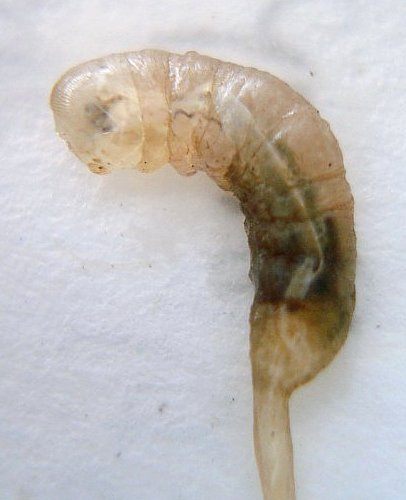
دم موش بهترین طعمه ماهی طبیعی برای هرنوع ماهی است

طعمه‌های طبیعی برای ماهیگیری آب شور و شیرین به کار می‌روند و شامل کرم‌ها، زالو، کپورماهی، قورباغه، سمندر، هشت پا، ماهی مرکب، حشرات و حتی میگو می‌شوند.
کرم خاکی رایجترین طعمه ماهیگیری طبیعی برای ماهیگیری در آبهای شیرین است.